# همه دختران من
همه دختران من نخستین ساخته اسماعیل سلطانیان، محصول ۱۳۷۲ است.

## بازیگران
- فردوس کاویانی
- نادیا دلدار گلچین
- نسرین مقانلو
- علی مصفا
- آزیتا سلطانیان
- گلاره سلطانیان
- تینا مردانی
- سونا مردانی
- سیما مردانی
- داستان پور
- مجید قناد
- فرخ لقا هوشمند